# TK Kaunas
 TK Kaunas är en volleybollklubb från Kaunas, Litauen, grundad 2015. Damlaget har blivit litauiska mästare fem gånger (15-19 och 20-21).